# Robyn Moore
Robyn Alison Moore (* 4. November 1971 in Australien) ist eine australische Schauspielerin.
Robyn Moore war in folgenden Filmen zu sehen: The Big Picture, All Saints, Undead, The Horseman und Daybreakers. Jüngeren Zuschauern ist sie in Meine peinlichen Eltern als Della Costa bekannt.

## Filmografie
- 2000: The Big Picture (Kurzfilm)
- 2002: All Saints (Fernsehserie, 1 Folge)
- 2003: Undead
- 2006: Meine peinlichen Eltern (Mortified, Fernsehserie, 3 Folgen)
- 2007: The Horseman
- 2009: Daybreakers
- 2009–2010: K9 (Fernsehserie, 24 Folgen)
- 2012: Silver Stiletto (Kurzfilm)
- 2012: Mabo (Fernsehfilm)
- 2012: Undertow (Fernsehfilm)
- 2012: Bad Karma
- 2014: Secrets & Lies (Fernsehserie, 1 Folge)
- 2014: The Gods of Wheat Street (Fernsehserie, 2 Folgen)
- 2014: My Mistress